# جورج باولوس
جورج باولوس (بالإنجليزية: George Paulus)‏ هو ملحن ومنتج أسطوانات أمريكي، ولد في 23 أبريل 1948 في شيكاغو في الولايات المتحدة، وتوفي في 15 نوفمبر 2014 في دانرز غروف في الولايات المتحدة.